# 社会保険協会
一般財団法人社会保険協会（しゃかいほけんきょうかい）は、1937年（昭和12年）に設立された。
設立時の名称は「健康保険協会」で、1941年（昭和16年）に現協会名に変更。統合団体として全国社会保険協会連合会がある。元厚生労働省社会保険庁所管。

## 事業
1. 社会保険制度の啓蒙普及活動
2. 被保険者等の健康の保持増進及び福祉の増進のための施設等の運営
3. 福祉施設の運営及び実施
4. 社会保険制度に関する調査研究及び助成
5. 社会保険制度に携わる者の資質の向上を図るために必要な事業
6. 前各号のほか、本協会の目的達成のために必要な事業